# 奥弗涅
奥弗涅（法語：Auvergne，法語：[ovɛʁɲ] ⓘ；奧克語： 或 ）是位於法國中部一個的一个旧大區，也是历史上的一个行省，未與其他國家接壤。下有阿列省（03）、康塔爾省（15）、上盧瓦爾省（43）、多姆山省（63）共4省。
2016年1月1日，奥弗涅与罗讷-阿尔卑斯大区等合併为奥弗涅-罗讷-阿尔卑斯大区。

## 主要城市
- 欧里亚克（Aurillac）
- 沙马利耶尔（Chamalières）
- 克莱蒙费朗（Clermont-Ferrand）
- 奥弗涅地区库尔农（Cournon-d'Auvergne）
- 伊苏瓦尔（Issoire）
- 勒皮（Le Puy）
- 蒙吕松（Montluçon）
- 穆蘭（ Moulins ）
- 里永（Riom）
- 维希（Vichy）

## 人口
奥弗涅是歐洲人口最稀少的地區之一。康塔爾省除了欧里亚克外幾乎是無人地區。本地的主要城市有克莱蒙费朗、蒙吕松、歐里亞克和维希。

## 外部連結
- Auvergne sources